# Филиповци (област Перник)
Вижте пояснителната страница за други значения на Филиповци.
Филиповци е село в Западна България. То се намира в община Трън, област Перник. Старите наименования на селището са - Филбуфча, Филипофча и Филиповцы. Предполага се, че наименованието идва от мъжкото име Филип, като формата Вилиповци е диалектна и също използвана в миналото. 

## География
Село Филиповци се намира в планински район.

## История
В съкратен регистър на Пиротския кадилък от 1530 година Филиповче е отбелязано като село със 7 домакинства.  Други 9 домакинства са войнушки, част от джемаата на Драйко, син на Радошин от село Секириче. Вписано е в списъците на джелепкешаните от 1576 г. под името Филипофча, към кааза Изнебол. В стари документи е отбелязвано още като: Филбуфча, Филиповци в 1453 г.; Филиповцы в 1878 г.
При теренни проучвания през 70-те години на ХХ век археолозите разкриват няколко по-стари и древни селища в землището на сегашното село.
На източния склон на Нишавски камък под островърхото възвишение с правилна пирамидална форма през Бронзовата епоха е имало селище. Материалите са били събрани в местната ученическа сбирка. Днес на терена има само незначителни фрагменти от керамика с щемпелувана и пластична декорация, въз основа на която е датирано и селището.
Вероятно с това селище е свързана и аналогичната керамика, за която се знае, че произхожда от околностите на селището по данни от българския археолог и праисторик Васил Миков.
На около 3 км северно от селото в местността Цървена круша, в малка котловина от Завалските възвишения на източния скат до планинската рекичка е имало праисторическо селище, което е заемало площ от около 4 дка. Днес на терена могат да бъдат намерени все още керамични фрагменти от Бронзовата и Халщатската епоха.
Непосредствено до праисторическото селище на запад от планинската рекичка археолозите са открили следи от антично селище. В тази местност се намират следи от шлака и сгур. Изолираността на местоположението на селището и наличните материали, свързани с металодобива, дават основание на археолозите да свържат изграждането му главно с металодобива.
На 3 км югозападно от селото в местността Николчин кладенец, в близост с античната крепост Кула, на площ от около 10 дка се намират археологически материали от антично селище. В миналото е открит водопроводът на селището. Тук са намирани обработен камък и архитектурни детайли. Античното селище от Николчин кладенец е синхронно на крепостта и безспорно е принадлежало към нея.
Южно от сегашното село, вляво от пътя за с.Велиново от възвишението Кула към планинския масив Стража се намират руините на късноантичната и ранносредновековна крепост Калето. На най-високата част на естествено защитен терен, на площ от около 1 дка, през Античността е била изградена крепост, просъществувала до Ранното Средновековие. Материалите от крепостта са били събрани в ученическата сбирка. Днес на терена се намират само незначителни фрагменти от битова и строителна антична керамика.
През 1928 година във Филиповци е основана земеделска кооперация „Изгрѣв“. В 1932 година е основана и кооперация за застраховане на добитък. Към 1935 г. земеделската кооперация има има 88 члена, а животновъдната – 28.
През 1985 година селото има 416 жители.

## Природни и културни забележителности
- Близо до село Филиповци край махала Бежанци (село Бутроинци) се намира много популярната Бежанска пещера (картотекирана към Сливнишки пещерен район 301).[11]

- Също популярна сред спелеолозите е Филиповската пещера на около 1 км югозападно от с. Филиповци в местността Велинова клисура. За да се стигне до нея, се тръгва по асфалтовия път за с. Велиново. Пещерата е проучвана от ПК „Прилеп“ при ТД „Планинец“ – София и ПК „Урвич“ – София през 1978 г. Картирана е от членове на последния клуб В. Василев и М. Ценов през месец април същата година. В периода 1994 – 96 г., В. Попов и Р. Пандурска провеждат палеонтологични разкопки, при които са установени костни останки от плейстоценска и холоценска гръбначна фауна. Изследователите съобщават, че наслагите в пещерата са богати на фрагменти от керамика и други археологически находки, отнасящи ги към Холоцена. Има предположения, че пещерата край Филиповци е била тракийско светилище от типа „пещера-утроба“, но за да се потвърдят предположенията, трябва да бъдат извършени още археологически и археоастрономически проучвания на място.[12]

- Популярна туристическа дестинация сред планинарите е Драговски камък (1120 м) в близост до с. Филиповци, над Драговската махала. Отдалеч прилича на огромна каменна пирамида и макар да изглежда труднодостъпен заради отвесните скали, до него отвежда нова живописна маркирана пътека, започваща от шосето непосредствено след разклона за Драговската махала. В масива има множество карстови цепнатини и малки пещери, както и една скакавица от три малки водопада (Драговското врело), която образува река Чешма.[13]

- В махала Драговци се намира и църквата на селото – „Св. Николай Летни“. Тя е еднокорабна, едноапсидна черква с двускатен покрив и две входни врати.

## Обществени институции
През март месец 2011 г. е съобщено, че сградата на училището в селото, която е затворена от години, е била продадена на частен инвеститор, който имал планове да я превърне в туристическа база.
През пролетта на 2013 г. се появяват публикации, че сдружение „Абланица“ ще изгради Дневен център за възрастни в сградата на бившето училище.

## Личности
- Академик Никола Попов (икономист)

Роден е през 1922 г. в село Филиповци. Завършил е аграроикономически науки в Софийския университет през 1948 г. Същата година е избран за асистент, през 1955 г. става доцент, а през 1965 г. – профосер. Академик е от 1989 г. Бил е заместник-ректор на СУ „Св. Климент Охридски“ (1961 – 1966) и ректор на Университета (1989 – 1991). Бил е директор на Института по икономика и организация на селското стопанство.
- Тодор Гигов – Йовичин [17] Гигов е автор на идеята за честването на 1300 години от създаването на България, която той публикува на страниците на в-к „Народна армия“ на 10 декември 1967 г., където работи като военен журналист. Съавтор на предложението е колегата му Ганчо Рачев.[18]

## Други
През месец август 2010 г. жителите на селото с финансиране от именития им земляк академик Никола Попов изграждат наново старата известна "Гьорина чешма" като облика коренно се различава от оригинала. За доброто начинание помагат също: Сашо Гюров от село Радово, Тодор Гигов – Йовичин, Румен Попов, както и кметът Павел Нонев.

Село Филиповци е първообраз на трънското село Вракола от романа Мамник на Васил Попов.
Ежегодния събор на селото се празнува последната събота на месец август.